# День незалежності Польщі

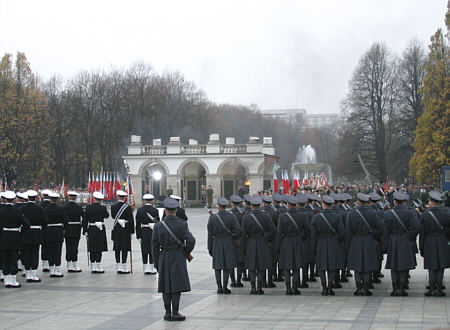
Святкування Дня Незалежності у Варшаві (2006)

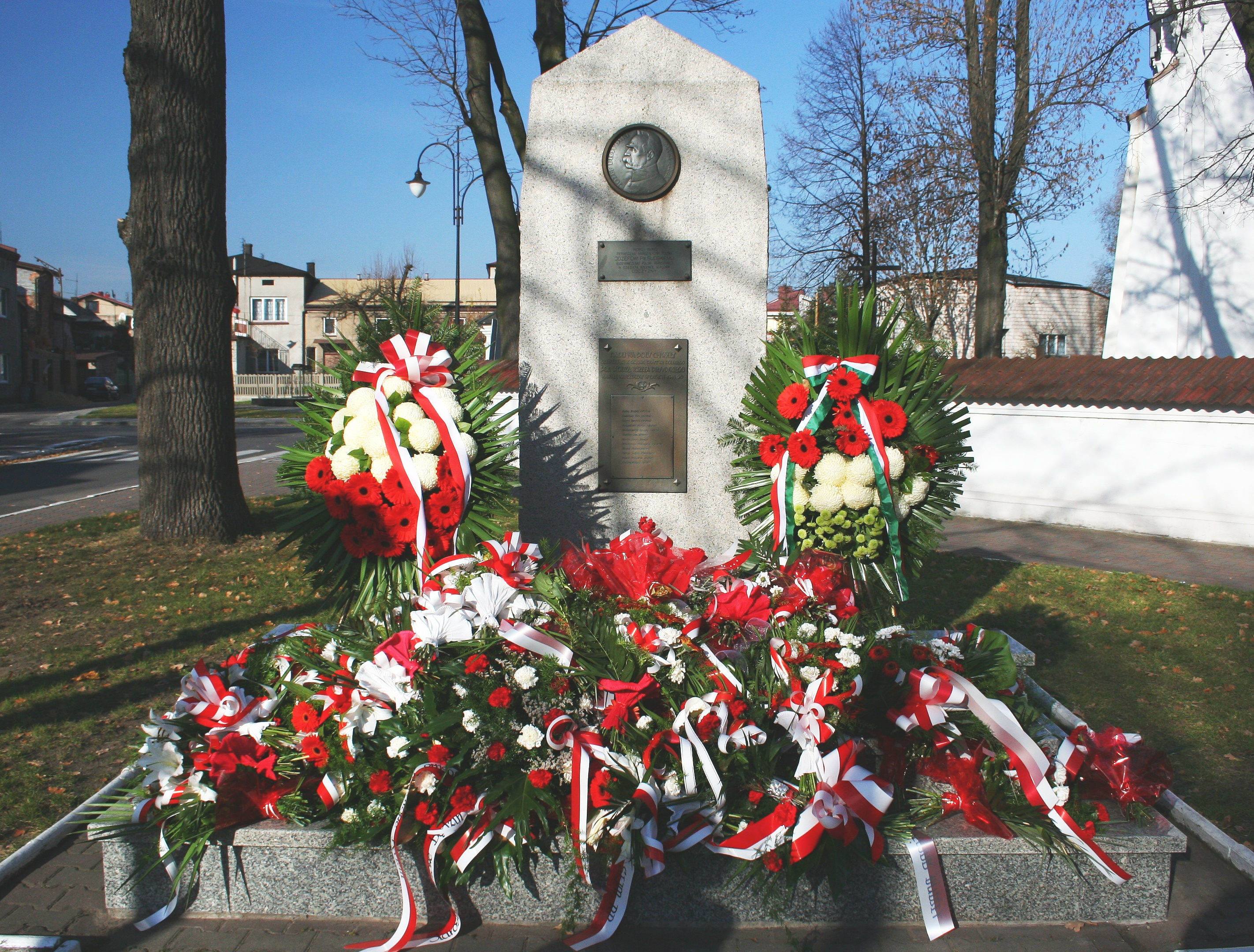
Квіти біля меморіалу Юзефа Пілсудського в День Незалежності

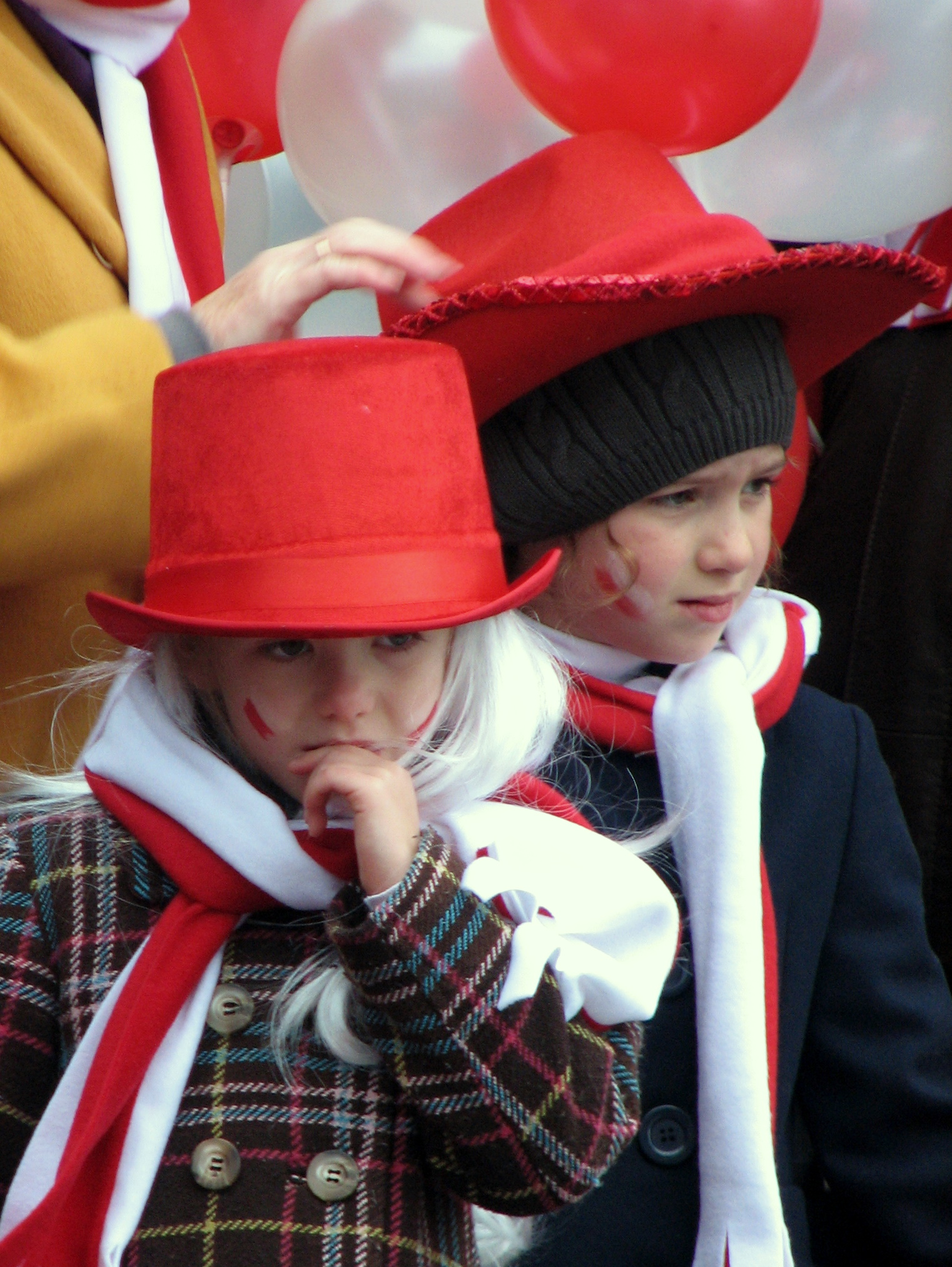
Діти, які беруть участь в урочистостях з нагоди Дня Незалежності (Гданськ, 2010)

День незалежності Польщі (пол. Narodowe Święto Niepodległości, МФА: [narɔˈdɔve ˈɕfʲjɛ̃ntɔ ɲɛpɔdˈlɛɡwɔɕʨ̑i]) — національне свято Польщі, яке щорічно відзначають 11 листопада на честь проголошення незалежності держави від Російської імперії, Німецької імперії та Австро-Угорщини 1918 року.
Свято припадає на день завершення Першої світової війни (11 листопада 1918 року).

## Історія
11 листопада 1918 року головою держави став маршал Польщі Юзеф Пілсудський і було сформовано перший демократичний уряд Польщі.

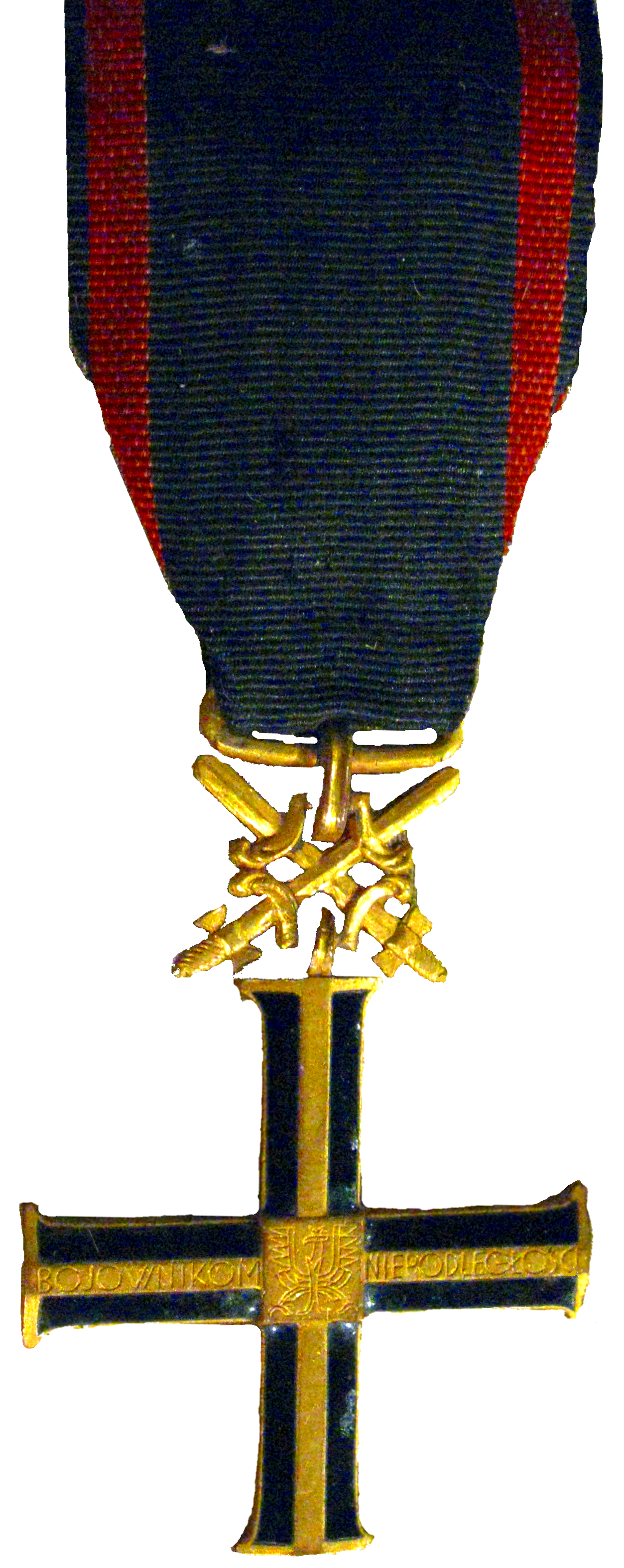
Хрест Незалежності

У 1919—1936 роках річниця здобуття незалежності святкувалася у Варшаві як торжество військового характеру, яке організовувалося в першу неділю після 11 листопада. У 1919 році ще не було сприятливої ситуації для проведення урочистостей з нагоди річниці здобуття незалежності, оскільки тривали війни на кордонах республіки. Вперше в повному обсязі урочистості були проведені 14 листопада 1920 року. Того дня вшановували Юзефа Пілсудського як переможного головнокомандувача у Радянсько-польській війні, вручивши йому маршальську булаву. До травневого перевороту в 1926 році святкування з нагоди чергової річниці були чисто військовими урочистостями. Того року 8 листопада Юзеф Пілсудський як прем'єр-міністр видав циркуляр, що встановлює цей день вихідним для державних чиновників. Того дня на Саксонській площі у Варшаві проводив огляд підрозділів, а після, приймав парад (останній раз у 1934 році). У 1928 році столична Саксонська площа була названа Площею Маршала Юзефа Пілсудського, а через чотири роки Міністр Релігійних Конфесій і Народної Освіти постановив вважати цей день вільним від навчання. Розпорядженням Президента Польщі від 29 жовтня 1930 року встановлено державну нагороду Хрест Незалежності для осіб, які активно сприяли відновленню та зміцненню незалежності Польщі. 11 листопада 1932 року у Варшаві був відкритий Пам'ятник льотчику. Статус державного свята надано святу незалежності лише 23 квітня 1937 року. Цього дня відзначалося здобуття державного суверенітету та закінчення Першої світової війни, а також вшанування Юзефа Пілсудського. До початку Другої світової війни національні урочистості цього дня пройшли два рази: у 1937 і 1938 роках; у 1937 році в день свята був відкритий пам'ятник генералу Юзефу Совінському.
У вересні 1939 року, на початку Другої світової війни, Польська республіка зазнала поділу між нацистською Німеччиною (початок окупації — 1 вересня) та СРСР (початок окупації — 17 вересня). Після закінчення війни День незалежності офіційно не відзначався до 1989 року, коли у Польщі відбулися перші демократичні вибори.
День незалежності — загальнодержавний вихідний день, який супроводжується підняттям прапорів, виступом президента країни, військовим парадом в центрі Варшави.

## Марші
Починаючи з 2008 року, щороку 11 листопада у Варшаві відбувається «Марш незалежності» з ініціативи націоналістичних асоціацій, таких як «Національно-радикальний табір» і «Польська молодь». У 2010 році на марші налічувалося близько 3 000 осіб, у 2011 році — більш як 20,000 (згідно зі статистикою поліції). У 2013 організатори стверджували, що кількість учасників досягла 100,000. Серед учасників маршу — ветерани війни, політики, професійні спортсмени, вчені, академіки та навіть католицьке духовенство.

### 2018 року
Перед цим у середу 7 листопада голова Варшави Ганна Гронкевич-Вальц заборонила проводити марш націоналістів «через погрози насилля й розпалювання ненависті», мотивуючи це тим, що «Варшава вже досить настраждалася від агресивного націоналізму». У відповідь на це рішення президент Анджей Дуда і прем'єр-міністр Матеуш Моравецький виступили з ініціативою провести загальнонаціональний марш, запросивши всіх охочих. Акція отримала назву «Біло-червоний марш» з огляду на кольори польського стяга. Після цього Варшавський окружний суд скасував рішення мера.
Даний марш зібрав майже двісті тисяч осіб, із яких близько кілька десятків тисяч — праві. За оцінками журналістів, то була найбільша хода правих у Європі. Головними гаслами були: «Бог, Честь, Вітчизна», «Честь і слава героям», «Ісус — король Польщі». За даними націоналістичної організації «Всепольська молодь», мали місце два марші: перший — президентський, відділений конвоєм військової поліції, де взяли участь близько п'яти тисяч осіб, і другий — власне народний, що зібрав понад двісті п'ятдесят тисяч осіб.